# Akira (Vorname)
Akira ist ein beidgeschlechtlicher japanischer Vorname mit der Bedeutung strahlend oder hell. Er kommt häufiger bei Männern als bei Frauen vor.
Auswahl möglicher Schreibweisen:
- in Katakana: アキラ
- in Hiragana: あきら
- in Kanji: 明, 光, 旭, 玲, 彰, 晶, 彬, 晄, 徴, 晃, 章, 亨, 陽, 日, 昭, 亮, 聰, 日明, 明朗, 亜喜良

## Namensträger
- Akira Abe (1934–1989), japanischer Schriftsteller
- Akira Amano (* 1973), japanische Mangaka
- Akira Amari (* 1949), japanischer Politiker
- Akira Asada (* 1957), japanischer Ökonom, Philosoph und Kulturkritiker
- Akira Endō (1933–2024), japanischer Biochemiker
- Akira Fujishima (* 1942), japanischer Chemiker
- Akira Gunji (* 1949), japanischer Politiker
- Akira Hasegawa (1934–2025), japanischer Plasmaphysiker
- Akira Higashi (* 1972), japanischer Skispringer
- Akira Ifukube (1914–2006), japanischer Komponist
- Iriye Akira (* 1934), japanischer Historiker
- Akira Ishida (* 1967), japanischer Synchronsprecher
- Akira Jimbo (* 1959), japanischer Jazzfusion-Schlagzeuger
- Akira Kaji (* 1980), japanischer Fußballspieler
- Akira Kakinuma (* 1972), japanischer Straßenradrennfahrer
- Akira Kamiya (* 1946), japanischer Synchronsprecher
- Akira Kitaguchi (* 1935), japanischer Fußballnationalspieler
- Akira Koga (* 1994), japanischer Badmintonspieler
- Akira Koike (* 1960), japanischer Politiker
- Akira Kubo (* 1936), japanischer Schauspieler
- Akira Kurosawa (1910–1998), japanischer Regisseur
- Akira Lane (* 1981), japanische Schauspielerin
- Akira Lenting (* 1990), japanischer Skilangläufer
- Matsunaga Akira (1914–1943), japanischer Fußballspieler
- Akira Matsunaga (* 1948), japanischer Fußballspieler
- Akira Miyawaki (1928–2021), japanischer Hochschullehrer und Pflanzensoziologe
- Akira Miyoshi (1933–2013), japanischer Komponist
- Akira Mori (* 1936), japanischer Unternehmer
- Murata Akira (1921–2006), japanischer Unternehmer
- Mutō Akira (1892–1948), Generalleutnant der Kaiserlich Japanischen Armee
- Akira Nagatsuma (* 1960), japanischer Politiker
- Akira Natori (* 1956), japanischer Astronom und Asteroidenentdecker
- Ogata Akira (1887–1978), japanischer Pharmakologe
- Akira Rabelais (* 1966), US-amerikanischer Musiker, Komponist und Softwareentwickler
- Akira Sakata (* 1945), japanischer Jazzmusiker
- Akira Sasaki (* 1981), japanischer Skirennläufer
- Akira Sasō (* 1961), japanischer Mangaka
- Akira Satō (Fotograf) (1930–2002), japanischer Fotograf
- Akira Sato (Go-Spieler) (* 1950), japanischer Go-Spieler
- Akira Satō (Politiker) (* 1951), japanischer Politiker
- Akira Satō (Skispringer) (* 1964), japanischer Skispringer
- Akira Schmid (* 2000), Schweizer Eishockeytorwart
- Akira Shiizuka (* 1935), japanischer Kameramann
- Akira Suzuki (* 1930), japanischer Chemiker
- Akira Takasaki (* 1961), japanischer Rockgitarrist und Songwriter
- Akira Takayama (* 1969), japanischer Theaterregisseur
- Akira Tana (* 1952), US-amerikanischer Jazzmusiker
- Akira Toda (* 1951), japanischer Komponist
- Akira Tonomura (1942–2012), japanischer Physiker
- Akira Toriyama (1955–2024), japanischer Mangaka
- Akira Uchiyama (* 1954), japanischer Politiker
- Akira Yamaoka (* 1968), japanischer Musikproduzent und Komponist
- Akira Yoshimura (1927–2006), japanischer Schriftsteller
- Akira Yoshizawa (1911–2005), japanischer Origami-Meister